# Eutropio (prefetto del pretorio)
Eutropio (latino: Eutropius; floruit 467-470) fu un funzionario dell'Impero romano d'Occidente, amico del poeta Gaio Sollio Sidonio Apollinare.

## Biografia
Eutropio proveniva da una famiglia gallica di rango senatoriale; tra i suoi antenati c'erano alcuni consoli, un certo Sabino (forse Antonio Cecina Sabino, console nel 316) e forse il console e storico Eutropio. Era uno studioso del Neoplatonismo.
Amico di Gaio Sollio Sidonio Apollinare, che gli inviò due lettere conservatesi, tra il 458 e il 461 condivise probabilmente con lui e un altro personaggio di nome Catullino un incarico pubblico (tribunus et notarius, una posizione amministrativa minore).
In una lettera del 467 Sidonio, che si stava recando a Roma per motivi politici, invitava l'amico a porre fine all'amministrazione dei suoi ricchi possedimenti e ad impegnarsi nella vita pubblica. Nel 470 circa fu nominato Prefetto del pretorio delle Gallie.